# Przeznaczeni.pl
Przeznaczeni.pl – polski płatny serwis randkowy. Serwis posługuje się mottem Łączymy Ludzi z Wartościami, jest adresowany do osób samotnych, dla których ważne są tradycyjne wartości.

## Historia
Portal powstał w 2005 roku, jego pomysłodawcą był Maciej Koper, który pragnął stworzyć serwis dla singli poszukujących swojej drugiej połówki (również dla siebie) Po pierwszym roku działalności, zarejestrowanych było ok. 13 tys. użytkowników, obecnie jest ich ponad pół miliona.

## Założenia
Początkowo serwis adresowany był wyłącznie do katolików. Na przełomie 2008 i 2009 roku serwis rozszerzył swoje założenia ideologiczne. Serwis adresowany jest do osób od 18 roku życia, ale większość użytkowników jest w wieku 24 - 35 lat.
Cechą charakterystyczną serwisu jest zachęcenie użytkowników do budowania trwałych relacji i bazowania na sprawdzonych wartościach. Każdy użytkownik jest zachęcony by w swoim profilu odpowiedzieć na pytania dotyczące: miejsca wiary i miłości w życiu, a także istotnych kwestii światopoglądowych.  By uniknąć anonimowości użytkownicy podają imiona, zamiast pseudonimów.
Według redakcji portalu, służy on nie tylko celom matrymonialnym, ale także poszukiwaniu przyjaźni i aranżowaniu wspólnego udziału różnych ludzi na różnego rodzaju spotkaniach.

## Budowa i funkcje
Każdy użytkownik serwisu ma profil, w którym wpisuje informacje dotyczące: wyglądu, zainteresowań, pracy, celów życiowych. A także: wyobrażeń na temat przyszłej rodziny. Istotne są również pytania miejsca wiary i miłości w życiu, a także istotnych kwestii światopoglądowych.
W swoich profilach użytkownicy mają możliwość dodawania dowolnej ilości zdjęć. Można również odwiedzać profile innych użytkownikach, zostawiać wpisy w księdze gości, a także wysyłać wirtualne prezenty. 
W serwisie działa wyszukiwarka pozwalająca określić szczegółowe kryteria wyszukiwania. Są to m.in. płeć, wiek, wygląd, miejsce zamieszkania, stosunek do rodzicielstwa, uczestnictwo w życiu religijnym oraz wyznawane wartości. 
Użytkownicy mają do dyspozycji kalendarz spotkań, w którym sami dodają i znajdują informacje o najciekawszych wydarzeniach kulturalnych z całej Polski. W serwisie działa również forum dyskusyjne. Forum i kalendarz są miejscem gdzie widać społeczność serwisu przeznaczeni.pl. 

## Odbiór
W serwisie poznało się około 9 000 osób, z czego 3300 jest już po ślubie (2009).
W rodzinach przeznaczonych narodziło się już ponad trzy tysiące dzieci. Prowadzący serwis Daniel Surmacz, został zaproszony do wzięcia udziału w konferencji Wyniki badania seksualności polskich internautów. W trakcie konferencji określono Przeznaczeni.pl jako: jeden z serwisów budzących największe zaufanie i największy szacunek wśród internautów. W 2014 portal Przeznaczeni.pl zdobył nagrodę iDateAward w kategorii Best New Technology. O werdykcie decyduje głosowanie przeprowadzone wśród prezesów różnych spółek internetowych z całego świata.

## Działalność społeczna
Przeznaczeni.pl angażuje się w wiele akcji społecznych i charytatywnych, m.in. prowadziło zbiórkę na rzecz rodzinnych domów dziecka w serwisie siepomaga.pl. Przeznaczeni.pl wraz z ASK Soli Deo zorganizowało również akcję promującą wierność: Wierność jest sexy, w której udział wzięli m.in.: Wojciech Cejrowski, Krzysztof Ziemiec, Ireneusz Krosny i Tomasz Zubilewicz.
W ramach społecznej odpowiedzialności biznesu powołano Fundację Przeznaczeni.pl. Projekty Fundacji to m.in. Akademia Relacji, msze święte w intencji poszukujących męża lub żony, wykłady i warsztaty o komunikacji.
Fundacja stworzyła również pierwszą w Polsce wyszukiwarkę mszy świętych i spowiedzi wraz z geolokalizacją kościołów. Fundacja przygotowała również aplikację na iPhone.